# كيم تشان-كي
كيم تشان-كي (الكورية: 김찬기) هو لاعب كرة قدم كوري جنوبي، ولد في 30 ديسمبر 1932 في سول في كوريا الجنوبية، وتوفي في 1 فبراير 2011. شارك مع منتخب كوريا الجنوبية لكرة القدم.

## وصلات خارجية
- كيم تشان-كي على موقع الاتحاد الدولي (مؤرشف)  (الإنجليزية)
- كيم تشان-كي على موقع عالم كرة القدم.نت (الإنجليزية)
- كيم تشان-كي على موقع أوليمبيديا (الإنجليزية)